# Zarinsk
Zarinsk (ru. Заринск) este un oraș din regiunea Altai, Federația Rusă, cu o populație de 50.368 locuitori.
1. ↑  Federalnîi zakon ot 09.03.2016 № 57-FZ[*] Verificați valoarea |titlelink= (ajutor)